# Une femme par intérim
Pour plus de détails, voir Fiche technique et Distribution.
Une femme par intérim est un moyen métrage français réalisé par André Hugon, sorti en 1936. 

## Fiche technique
- Titre original : Une femme par intérim
- Réalisation : André Hugon
- Société de production : Films André Hugon
- Pays de production :  France
- Format :  Noir et blanc
- Genre :
- Durée : 45 minutes
- Date de sortie : 1936 en France

## Distribution
- Madeleine Sologne
- Félix Oudart
- Janine Merrey